# Ian de la Rosa
Ian de la Rosa (Granada, 1988) és un guionista i director de cinema i televisió espanyol.

## Carrera
Ian de la Rosa va néixer a Granada el 1988 i va créixer durant la seva infància i adolescència a Níjar, a la província d'Almeria. Va realitzar els seus estudis a l'Escola Superior de Cinema i Audiovisuals de Catalunya. El 2015 va dirigir el seu projecte de fi de grau, el curtmetratge Víctor XX, un drama en el qual va abordar el tema de la transsexualitat i pel qual va rebre un dels premis Cinéfondation del Festival de Canes.
En 2022 el seu curtmetratge Farrucas va ser nominat en la 36a edició dels premis Goya en la categoria de millor curtmetratge. Farrucas va rebre també el premi Gaudí al millor curtmetratge, i va ser premiat també en el Festival Internacional de Cinema Independent d'Elx i en la Mostra de Cinema Internacional de Palència.
El febrer de 2023 va guanyar el premi de Coproducció d'Eurimages pel seu primer llargmetratge, Iván & Hadoum.